# Кіровський район (Ставропольський край)
Кіровський район (рос. Кировский район) — адміністративна одиниця Ставропольського краю Російської Федерації.
Адміністративний центр — місто Новопавловськ.

## Адміністративний поділ
До складу району входять одне міське та 9 сільських поселень:
1. Місто Новопавловськ
2. Горнозаводська сільрада — село Горнозаводське
3. Зольська сільрада — станиця Зольська
4. Комсомольська сільрада — селище Комсомолець
5. Станиця Мар'їнська
6. Новосредненська сільрада — селище Коммаяк
7. Орловська сільрада — село Орловка
8. Совєтська сільрада — станиця Совєтська
9. Старопавловська сільрада — станиця Старопавловська
10. Селище Фазанний